# Деграсси

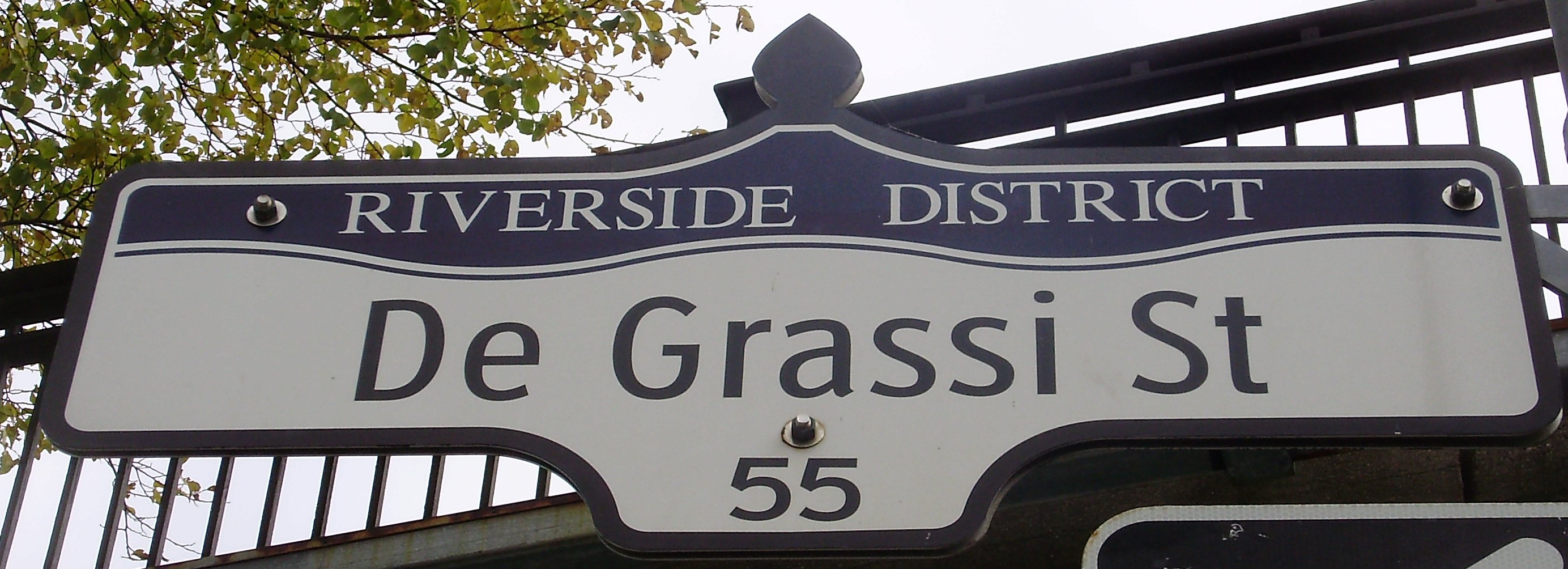
Улица Де Грасси.

«Дегра́сси» — собирательное название цикла канадских молодёжных сериалов, рассказывающих о повседневной жизни группы детей и подростков, живущих в районе улицы Де Грасси в Торонто. Примечательной особенностью проекта является прослеживание судеб героев на протяжении нескольких лет. Интересно также и то, что всех действующих лиц играют их сверстники, которые взрослеют вместе со своими персонажами, что придаёт эпопее особенный реализм. Первый сериал цикла — «Дети с улицы Деграсси» начал сниматься в 1979 году. В 2017 году завершились съёмки сериала «Деграсси: Новый класс».
За время своего существования цикл собрал коллекцию из более чем ста наград и номинаций различных телевизионных премий. Список наград (англ.).
Первые части: «Дети с улицы Деграсси», «Подростки с улицы Деграсси», «Старшеклассники с улицы Деграсси», а также полнометражный телефильм продолжение «Прощай, школа» и ток-шоу «Расскажите об этом Деграсси» демонстрировались в России телеканалом ТВ-6, а снимающийся с 2001 года по 2015 «Деграсси: Следующее поколение» показывается на спутниковом канале Teen TV.

## «Дети с улицы Деграсси»
«Дети с улицы Деграсси» («The Kids of Degrassi Street») — первая часть эпопеи, снимавшаяся в 1979—1984 годах. Первоначально вышла в эфир на канадском телеканале CBC. Всего было отснято 26 серий продолжительностью 30 минут каждая. Сериал отличался реалистичным изображением повседневной жизни обычных канадских детей и их проблем.
Через некоторое время после окончания сериала было принято решение снимать продолжение с привлечением части актёров, снимавшихся в «Детях…». Однако играть им теперь предстояло новых персонажей.

## «Подростки с улицы Деграсси»
«Подростки с улицы Деграсси» («Degrassi Junior High») начал демонстрироваться в 1987 году в Канаде и США. Действующие лица сериала сюжетно никак не связаны с персонажами «Детей…», несмотря на то, что в проекте частично были заняты прежние актёры. По сравнению с предшественником, сериал стал серьёзнее: в нём начали затрагиваться проблемы подростковой сексуальности, ранней беременности, наркомании, алкоголизма, насилия в семье, подросткового суицида.
За 3 года (1987—1989) было отснято 42 серии.

## «Старшеклассники с улицы Деграсси»
«Старшеклассники с улицы Деграсси» («Degrassi High») — прямое продолжение «Подростков…», в нём сохранены основные действующие лица. Сериал выходил на экраны в период с 1989 по 1991 год. За это время герои успели перейти в старшие классы и окончить школу.
Всего было отснято 2 сезона, 28 серий в общей сложности.

## «Прощай, школа» и «Расскажите об этом Деграсси»
В 1992 году на экраны вышел завершающий эпопею полуторачасовой телевизионный фильм «Прощай, школа» («School’s Out»), который рассказывал о событиях, которые произошли с главными героями сериала летом после окончания школы. Тем самым в многолетней истории была поставлена точка. В России фильм был показан в формате мини-сериала, состоящего из четырёх серий.
В этом же году был снят цикл из шести документальных серий «Расскажите об этом Деграсси» («Degrassi Talks»), в котором актёры сериала обсуждали с молодыми канадцами сложные проблемы, с которыми те сталкивались в своей жизни.

## «Деграсси: Следующее поколение»
После длительного перерыва, в 2001 году на экраны вышло продолжение сериала: «Деграсси: Следующее поколение» (англ. Degrassi: The Next Generation). Он продолжает линию предшественников, делая основной упор на повседневную жизнь молодёжи. Наряду с юными актёрами в сериале периодически возникают повзрослевшие герои предыдущих серий (их играют те же артисты, что и прежде), что обеспечивает преемственность эпопеи. В 2015 году на экраны вышел финальный четырнадцатый сезон, в общей сложности число отснятых эпизодов составляет триста восемьдесят семь серий и девять дополнительных серий-бонусов.

## Деграсси: Новый Класс
Премьера состоялась 4 января 2016 года.
4 сезона 40 серий